# 頭眩帖
頭眩帖(又稱頭眩方帖)是王羲之行楷書法，他在書信中介紹了一個治頭眩的藥方。全文如下:
「治頭眩腦悶，或患癰腫頭不即潰者，以此藥帖之，皆良。蜱麻、巴豆、薰陸、石鹽、芎窮、松脂六物，粗搗如米粒許，其巴豆三分減一，松脂先少加其分。頭悶處，先剃去髮方寸，以帛帖塗藥。當病上帖之，周時帖，刮上爛皮，以生麻油和石鹽塗上，當有黃水出為佳。羲之上。」
頭眩帖收錄在絳帖中。現在流通的絳帖主要有兩個版本：
- 明末涿州馮銓藏本，共二十卷，此本大部份為原帖。現藏於北京故宮博物院。[1][2]
- 偽絳帖十二卷。[3][4][5]

所以頭眩帖也有兩個版本，偽絳帖字形跟原貼有些差別，也張原帖的其中兩行倒轉了，還缺了一字。
廣州中醫藥大學的廣東中醫藥博物館及台北故宮博物院所藏的頭眩帖, 皆屬偽絳帖。
吳榮光在馮銓藏本對此帖有批注如下:145：
「近刻絳帖別本亦有此帖，蜱誤作[虫軍] ，且六物以下顛倒不成文義，足見此本可貴也，至行法則近刻全失之矣」
近刻絳帖別本就是指偽絳帖了。

## 圖片

頭眩帖馮銓藏本

頭眩帖偽絳帖本